# Арена спорт
Арена спорт је спортска телевизијска станица која свој програм емитује у Србији, Хрватској, Босни и Херцеговини, Црној Гори и Северној Македонији од 2009. године. У Словенији је активна од 2020. године.
Приказује различите врсте спортова као што су фудбал, кошарка, тенис, мото-спорт, рукомет, амерички фудбал, хокеј на леду, бејзбол, одбојка и рагби. У власништву је Телекома Србије. Арена спорт је доступна у HD резолуцији.

## Историјат
Арена спорт је свој први програм под називом Арена спорт 1 пустила у рад 27. августа 2009. године, док је Арена спорт 2 пуштен у рад 4. септембра исте године. Касније су у рад пуштени Арена спорт 3, Арена спорт 4 и Арена спорт 5, док је Арена Еспорт специјализован за преносе е-спортова, покренут 2020. године, када је покренут и канал посвећен борилачким спортовима Арена фајт. Убрзо након тога покренут је канал Арена спорт 1x2. Дана 6. септембра 2021. са радом су почели канали Арена спорт 6, Арена спорт 7 и Арена спорт 8, док су 26. септембра 2022. пуштени канали Арена спорт 9 и Арена спорт 10. 29. јула 2025. пуштени су специјализовани канали, Арена Тенис и Адреналин.
Arena Channels Group je 24. октобра 2021. у рад пустила прве премијум канале у свом портфолију, односно, са радом су почели канали Арена премијум 1, Арена премијум 2 и Арена премијум 3. Након гашења Спорт клуба на западном Балкану 3. априла 2025. године, сав његов садржај прешао је на Арену спорт. 29. јула 2025. почели су са радом Арена премијум 4, Арена премијум 5, као и први тематски канали — Арена адреналин и Арена тенис.

## Фудбал
| УЕФА: - Квалификације за Светско првенство 2026. - Квалификације за Европско првенство 2028. - УЕФА Лига нација - УЕФА Лига шампиона - УЕФА Лига Европе - УЕФА Лига конференције - УЕФА суперкуп - УЕФА Лига младих | ФИФА: - Светско првенство 2026. - ФИФА Интерконтинентални куп |

| КОНМЕБОЛ: - Квалификације за Светско првенство 2026. - Копа либертадорес - Копа судамерикана - Рекопа судамерикана | АФК: - АФК Лига шампиона - АФК Куп |

| КАФ: - КАФ Лига шампиона | КОНКАКАФ: - КОНКАКАФ Лига нација |

ЛИГЕ:
| - Енглеска Премијер лига - Италијанска Серија А - Шпанска Ла лига - Њемачка Бундеслига - Француска Лига 1 - Холандска Ередивизија - Португалска Примеира лига - Турска Суперлига - Грчка Суперлига - Норвешка Елитсеријен лига - Аустријска Бундеслига - Шкотска Премијершип лига | - Пољска Екстракласа - Данска Суперлига - Швајцарска Суперлига - Шведска Олсвенскан лига - Хрватска Суперспорт лига - Српска Суперлига - Румунска Суперлига - Руска Премијер лига - Босанска Премијер лига - Црногорска Прва лига - Македонска Прва лига - Аргентинска Примера лига | - Енглеска Чемпионшип лига - Шпанска Ла лига 2 - Њемачка 2. Бундеслига - Њемачка 3. лига - Француска Лига 2 - Турска Друга лига - Шкотска Чемпионшип лига - Српска Прва лига - Словеначка Друга лига - Бугарска Друга лига - Саудијска професионална лига |

КУПОВИ:
| - ФА куп - Енглески лига куп - Италијански куп - Шпански куп - Њемачки куп - Француски куп - Холандски куп - Португалски куп - Португалски лига куп - Турски куп | - Грчки куп - Шкотски куп - Пољски куп - Дански куп - Српски куп - Румунски куп - Босански куп - Црногорски куп - Саудијски куп |

СУПЕРКУПОВИ:
- Комјунити шилд
- Италијански суперкуп
- Шпански суперкуп
- Њемачки суперкуп
- Француски суперкуп
- Холандски суперкуп
- Португалски суперкуп
- Турски суперкуп
- Хрватски суперкуп
- Руски суперкуп
- Саудијски суперкуп

## Кошарка
МЕЂУНАРОДНА ТАКМИЧЕЊА:
- Европско првенство 2025.
- Квалификације за Светско првенство 2027.
- Светско првенство 2027.

| ЛИГЕ: - НБА - НЦАА - Евролига - Еврокуп - ФИБА Лига шампиона - Шпанска Ендеса лига - Грчка лига - Турска Суперлига - Француска Елитна лига - Италијанска Серија А - Немачка Бундеслига - ВТБ јунајтед лига - АБА лига - АБА 2 лига - Српска кошаркашка лига | КУПОВИ: - НБА куп - Шпански куп - Грчки куп - Турски куп - Француски лига куп - Италијански куп - Немачки куп - Куп Радивоја Кораћа - Куп Милан Цига Васојевић - Шпански суперкуп - Грчки суперкуп - Турски суперкуп - Италијански суперкуп - Суперкуп ВТБ лиге - Суперкуп АБА лиге |

## Тенис
- Вимблдон
- АТП финале
- АТП Мастерс 1000
- АТП 500
- АТП 250
- ВТА тур
- Дејвис куп
- Јунајтед куп

## Рукомет
МЕЂУНАРОДНА ТАКМИЧЕЊА:
- ЕХФ Лига шампиона
- ЕХФ Лига шампиона за жене
- ЕХФ Лига Европе
- ЕХФ Куп Европе
- Светско клупско првенство

ЛИГЕ:
- Њемачка Бундеслига
- Мађарска Прва лига
- Пољска Суперлига
- Суперлига Србије
- Суперлига Србије за жене

КУПОВИ:
- Њемачки куп
- Мађарски куп
- Пољски куп
- Њемачки суперкуп
- Куп Србије за мушкарце
- Куп Србије за жене
- Суперкуп Србије за мушкарце
- Суперкуп Србије за жене
- Свесрпски куп

## Одбојка
МЕЂУНАРОДНА ТАКМИЧЕЊА:
- Лига нација за мушкарце
- Лига нација за жене
- ЦЕВ Лига шампиона за мушкарце
- ЦЕВ Лига шампиона за жене
- ЦЕВ куп за мушкарце
- ЦЕВ куп за жене
- ЦЕВ Челенџ куп за мушкарце
- ЦЕВ Челенџ куп за жене

ЛИГЕ:
- Италијанска лига за мушкарце
- Италијанска лига за жене
- Пољска лига за мушкарце
- Пољска лига за жене
- Немачка лига за мушкарце
- Немачка лига за жене
- Словеначка лига за мушкарце
- Словеначка лига за жене
- Суперлига Србије за мушкарце
- Суперлига Србије за жене

## Мото-спорт
- Формула 1
- Формула 2
- Формула 3
- MotoGP
- Мото 2
- Мото 3
- Moto E
- NASCAR

## Атлетика
- Дијамантска лига

## Амерички фудбал
- НФЛ
- Колеџ фудбал
- Регионална ЦЕФЛ лига

## Бејзбол
- МЛБ

## Хокеј на леду
- НХЛ
- КХЛ
- Лига шампиона

## MMA
- UFC

## Ватерполо
- ЛЕН Лига шампиона
- ЛЕН Куп Европе

## Рагби
- Куп четири нације
- Куп европских шампиона
- Куп европских изазивача
- Про 14
- Куп шест нација